# Europe (Literaturzeitschrift)
Europe, Untertitel französisch Revue littéraire mensuelle, ist eine französische Literaturzeitschrift, die seit 1923 mit Unterbrechung zwischen 1939 und 1946 bis heute monatlich erscheint. Seit ihrer Gründung ist die Zeitschrift politisch links orientiert.

## Geschichte
Europe wurde am 15. Februar 1923 von einer Gruppe französischer Intellektueller und Schriftsteller aus der Gruppe von "Abbaye de Créteil" um Romain Rolland in Paris gegründet. Albert Crémieux (1885–1954) wurde zum ersten Herausgeber ernannt. Von 1923 bis 1928 übernahmen der Schriftsteller René Arcos und der Literaturkritiker Léon Bazalgette (1873–1928) die Chefredaktion, 1923/24 zusammen mit dem belgischen Schriftsteller Paul Colin. In den 1920er-Jahren war Europe eine der führenden Kulturzeitschriften. Leitende Redakteure waren in den Zwischenkriegsjahren unter anderen Jean Prévost, Jean Guéhenno und Jean Cassou. In den 1930er Jahren gehörten Schriftsteller der intellektuellen Linken zu den regelmäßigen Autoren, wie Louis Aragon, Jean-Richard Bloch, Paul Éluard, Philippe Soupault, Tristan Tzara und Paul Nizan.
Ab 1933 war die Zeitschrift auch eines der geistigen Zentren für deutsche Exilanten: Texte von Heinrich und Thomas Mann, Alfred Kantorowicz, Joseph Roth, Anna Seghers, Walter Benjamin und Bertolt Brecht wurden in Europe publiziert. Zum Beispiel erschien 1939 (Ausgabe No. 197) in der französischen Übersetzung von Pierre Abraham Brechts Scènes de la vie hitlérienne (Szenen aus Hitlers Leben), eine Vorarbeit zu seinem Stück Furcht und Elend des Dritten Reiches.
Europe vertrat den antifaschistischen Kurs der Kommunistischen Partei Frankreichs. Kommunisten waren unter den Redakteuren und Autoren. Seit 1936 leitete Jean Cassou die Redaktion, unterstützt von einem Kreis von Redakteuren um Louis Aragon. An den Kontroversen um den Hitler-Stalin-Pakt zerbrach der Zusammenhalt der Gruppe, und Cassou entschied im September 1939 weitere Ausgaben der Zeitschrift auszusetzen. Erst 1946 erschien sie wieder unter seiner Leitung.
Der Journalist und Enzyklopädist Pierre Abraham, der während des Zweiten Weltkriegs in der Résistance aktiv war, fungierte von 1949 bis zu seinem Tod 1974 als Chefredakteur. Von 1974 bis 2009 war Pierre Gamarra Chefredakteur. Seit 2009 leitet der Dichter, Übersetzer und Essayist Jean-Baptiste Para (* 1956) die Redaktion.